# انفیت گرین
انفیت گرین (انگلیسی: Enefit Green) شرکت برق استونیایی است، که در سال ۲۰۱۶ تأسیس شد.